# Huangshi
Huangshi is een stadsprefectuur in de provincie Hubei, China. Het is na Wuhan de grootste stad van Hubei en heeft ruim 2,5 miljoen inwoners. De omgeving van Huangshi is rijk aan mineralen waaronder ijzer en koper. De belangrijkste industrieën in de regio zijn de metallurgie, bouwmaterialen en textielindustrie. Al sedert 1913 is staalproducent Daye Special Steel hier gevestigd, thans een onderdeel van de CITIC Pacific Special Steel Group.